# Équipe cycliste Grammont-Motoconfort
Grammont - Motoconfort est une ancienne équipe française de cyclisme professionnel sur route, dirigée par Jean de Gribaldy, durant la saison 1965. Grammont, sponsor de cette équipe, était un fabricant français de radios et de téléviseurs, basé en région parisienne. Motoconfort, une marque de cyclomoteurs et de motos, créée en 1926, propriété de Motobécane.

## Coureurs
- Jorg Andress
- René Binggeli
- Maurice Benet
- Gérard Capdebosq
- Dario Da Rugna
- Jean Dumont
- René Fabre
- Heinz Heinemann
- Desiré Henriet
- Bernard Hergott
- Mogens Jensen Frey
- Max Lefort
- Jean-Claude Maggi
- Anito Monari
- Ian Moore
- Louis Nicolas
- Gérard Norce
- Louis Pfenninger
- Guy Ract
- Gérard Rochat
- Hermann Schmidiger
- Hans Stadelmann

## Principaux résultats
- Classement Général Boucles Pertuisiennes (FRA) (Jean Dumont)
- Boussac (FRA) (Jean Dumont)
- Stausee Rundfahrt Klingnau (SUI) (Hans Stadelmann)
- 3e Championnat de France des Indépendants (Maurice Benet)

## Liens
- Un site complet sur Jean de Gribaldy